# NGC 7589
NGC 7589 este o seyfert 1 galaxy⁠(d) situată în constelația Peștii. A fost descoperită în 23 octombrie 1864 de către Albert Marth. Se află la o distanță de 123,59 de megaparseci de Pământ.